# Georg Niemeier (Pastor)
Georg Niemeier (auch: Georgius Niemeierus, * 1550 in Neustadt am Rübenberge; † 18. August 1598 in Hannover) war ein deutscher lutherischer Pastor.

## Leben
Georg Niemeier wurde 1550 als Sohn des Neustädter Bürgermeisters Niemeier und der Maria Garbers geboren. Er studierte ab Mai 1574 an der Universität Rostock, an der er 1582 den Titel eines Magister Artium erwarb. 1582 übernahm er ein Kirchenamt in Derneburg, wo er an dem dortigen für Jungfrauen eingerichteten Stifts-Kloster wirkte.
Rund zwei Jahre später berief ihn der Rat der Stadt Hannover im Jahr 1584 zum Nachfolger von Johannes Overmeyer zum Prediger an die Aegidienkirche, an der er zeitweilig parallel zu Ludolf Lange tätig war.
Niemeier heiratete Caecilia Klagesings. Er starb nach einer fünf Tage dauernden Pesterkrankung am 18. August 1598, ähnlich wie sein Pastoren-Kollege von der Kreuzkirche, Heizo Buscher, im 16. Jahr seiner Amtszeit im Alter von nur 48 Jahren.
Niemeiers Nachfolger wurde Christophorus Janus.

## Porträt
Niemeiers überlebender Sohn Laurentius Niemeier, auch Lorenz Niemeyer und „Lorens Niemeyer“, Hauptmann, Vorsteher der Geschworenen im Hannoverschen Rat und erster Kämmerer Hannovers, ließ nach dem Ende des Dreißigjährigen Krieges und 50 Jahre nach dem Tod seines Vaters im Jahr 1648 ein Ölgemälde des verstorbenen Geistlichen malen. Das Bild hing ehemals auf dem Chor der Aegidienkirche und wurde später in die Marktkirche überführt. Das Gemälde als Leinwand in Holzrahmen in den Maßen 117 × 87,5 cm stellt den Pfarrer mit einem Buch in der Hand dar, links und rechts über ihm lateinische Inschriften, die in die Deutschen Inschriften aufgenommen wurden.